# Ilha da Maré
Ilha da Maré är en ö i Brasilien.   Den ligger i delstaten Bahia, i den östra delen av landet, 1 100 km öster om huvudstaden Brasília. Arean är 15,5 kvadratkilometer.
Terrängen på Ilha da Maré är platt. Öns högsta punkt är 99 meter över havet. Den sträcker sig 6,4 kilometer i nord-sydlig riktning, och 4,3 kilometer i öst-västlig riktning.
Runt Ilha da Maré är det mycket tätbefolkat, med 2 711 invånare per kvadratkilometer.